# غليكوزيد سنامكي
غليكوسيد السنامكي (بالإنجليزية: senna glycoside)‏ ويُعرف باسم السينو سيدز أو السنا (بالإنجليزية: senna)‏ أو سينوزيد (بالإنجليزية: sennoside)‏، هو عقار يستخدم لعلاج الامساك وافراغ الأمعاء الغليظة قبل العمليات الجراحية يحتاج لدقائق فقط ليعطي التأثير في هذه الحالة، اما إذا أعطي عن الفم فإنه يحتاج إلى اثني عشرة ساعة ليبدأ تأثيره.
تعتبر السنا ملين للأمعاء لكنها اقل فاعلية من زيت الخروع وعقار البيساكوديل. من التأثيرات الجانبية للسنا حدوث تقلصات في منطقة البطن ، لذلك لا ينصح باستخدامها للعلاج على فترات زمنية طويلة لانها يمكن أن تسبب انخفاض في وظائف للأمعاء أو اختلال في توازن الايونات في الجسم.
مع انَّه لايوجد حتى الآن تأثير واضح للسنامكِّي على المرضع ، الّا انه لا ينصح باستخدامها في هذه الحالة كما أنه لا يوصى بإعطائها للأطفال.
يمكن أن يتسبب تناول السنا لتلوُّن البول باللون الأحمر، مشتقات السنا مركبات ملينة للأمعاء من نوع انثراكوينون. لم يتم تفسير طريقة عمل السنامكِّي بشكل واضح حتى الآن، لكن يعتقد بأنها تزيد إفراز السوائل في الامعاء وتزيد حركة الإنقباض فيها.
وضعَت السنامكِّي على لائحة منظمة الصحة العالمية للأدوية الأساسية،الأدوية الأكثر تأثيراً وأماناً الضرورية في نظام الرعاية الصحية. تتواجد كعقار غير مسجل رخيص الثمن.، تكلفة الجملة في الدول المتقدمة لا تتجاوز 0٫01 دولار أمريكي للقرص الواحد.

## استخدامات طبية
تستخدم السنا كعلاج قصير المدى لحالات الإمساك ، وتستخدم كمساعد لإفراغ الأمعاء كإجراء قبل العمليات الجراحية، أو التشخيص الجراحي للشرج والقولون
يعطى الدواء مرة واحدة وقت النوم. منتجات السنا التي تعطى عبر الفم تحفز حركة الأمعاء خلال 6 إلى 12 ساعة، اما التحاميل الشرجيّة تحتاج ساعتين فقط.

## موانع الاستخدام
بالرجوع إلى اللجنة الألمانية للموافقة علو المنتجات المستخدمة في العلاج التقليدي والطبيعي (مشابهة لإدارة الغذاء والدواء(الولايات المتحدة))، لا يمكن استخدام السنامكِّي في حالات انسداد الأمعاء، التهاب الأمعاء الحاد (داء كرون)، التهاب القولون التقرحي، التهاب الزائدة الدوديّة أو آلام البطن غير محددة السبب.
كما لا يمكن استخدامها من قِبل الأشخاص الذين يعانون من حساسية للانثراكوينون، هذه الحساسية نادرة وتقتصر أعراضها على الأحمرار والحكّة بالجلد.

## تأثيرات جانبية
التأثير الجانبي للسنامكِّي محدود على الجهاز الهضمي فقط، يسبب الام وتقلصات في منطقة البطن، اسهال، غثيان، قيء.
الاستخدام المتكرر السنا يمكن أن يؤدي إلى تصبُّغ في الجدار الداخلي للقولون، يمكن ملاحظته عن طريق عملية التنظير، تعرف هذه الحالة بقتامينية بطانة القولون. يمكن أيضا ان تزيد من سميَّة الديجوكسين للمرضى، عن طريق تقليل نسبة البوتاسيوم في بلازما الدم وبالتالي زيادة تأثير الديجوكسين.

## التركيبة
سنامكِّي من الأدوية التي لا تحتاج وصفة طبية، متاحة بأشكال دوائية مختلفة منها عن طريق الفم (سائل، أقراص) أو تحاميل شرجية. يتم تصنيعها بواسطة العديد من شركات الأدوية بأسماء تجارية مختلفة.